# A Southern Cinderella
A Southern Cinderella è un cortometraggio muto del 1913 diretto da Burton L. King e prodotto da Thomas H. Ince. La vicenda del film, che si basa su un lavoro teatrale di Clyde Fitch, è ambientata nel periodo della guerra di secessione americana.

## Produzione
Il film fu prodotto da Thomas H. Ince per la Broncho Film Company (New York Motion Picture Company).

## Distribuzione
Distribuito dalla Mutual Film, il film - un cortometraggio in tre bobine - uscì nelle sale cinematografiche statunitensi il 16 aprile 1913. Non si conoscono copie ancora esistenti della pellicola che viene considerata presumibilmente perduta.